# Елізабет Грос
Елізабет Ґрос (нар. 14 жовтня 1952, Сідней, Австралія) — австралійська вчена, феміністський філософ, теоретик фемінізму і професор, яка працює в США. Професор жіночих досліджень Жана Фокса О'Барра в Дюкському університеті. Багато її праць присвячені французьким філософам ХХ століття, таким як Жак Лакан, Жак Дерріда, Мішель Фуко, Люс Ірігаре та Жиль Дельоз. Теми її досліджень — гендер, сексуальність, тимчасовість та дарвіністська еволюційна теорія.

## Життєпис
У 1981 Ґрос здобула ступінь на кафедрі загальної філософії в Університеті Сіднея, де викладала з 1978 до 1991 року. Перейшла до Університету Монаша у 1992 році. З 1999 до 2001 року була професоркою порівняльної літератури та англійської мови в Університеті штату Нью-Йорк в Буффало. Також викладала в Ратгерському університеті на кафедрі Жіночих та гендерних студій з 2002 року до того, як стала професоркою Жіночих студій та літератури в 2012 році.

## Книжки
- Сексуальні диверсії: три французькі феміністи (1989)
- Жак Лакан: Введення у фемінізм (1990)
- Нестійкі органи: до питань тілесного фемінізму (1994)
- Простір, час і перверсія: есе про політику тілесності (1995)
- Архітектура ззовні: нариси про віртуальний і реальний простір (2001)
- Нік часу: політика, еволюція та несвоєчасне (2004)
- Подорожі часу: Фемінізм, природа, влада (2005)
- Хаос, територія, мистецтво: Дельоз і обрамлення Землі (2008)
- Відновлення: дарвінівські роздуми про життя, політику та мистецтво (2011)
- Неорганічний: онтологія, етика та межі матеріалізму (2017)

| Елізабет Грос | Елізабет Грос                                           |
| ------------- | ------------------------------------------------------- |
| Інші імена    | Елізабет Анна Грос                                      |
| Освіта        | Університет Сіднею                                      |
| Премії        | Премія NSW Gleebooks, 1995                              |
| Ера           | Сучасна філософія                                       |
| Регіон        | Західна філософія                                       |
| Школа         | Континентальна філософія, теорія фемінізму, квір теорія |
| Дисертація    | Психоаналіз і соціальна конструкція суб'єктивності      |